# Luis Barbero
Pour les articles homonymes, voir Barbero.
Luis Barbero est un acteur espagnol né le 8 août 1916 et mort le 3 août 2005.

## Carrière
Il débute au théâtre en 1939, tourne dans plus de 200 films et à la télévision.

## Filmographie partielle
- 1963 : Couple interdit de José María Forqué
- 1974 : Attention, on va s'fâcher ! de Marcello Fondato
- 1976 : Mauricio, mon amour de Juan Bosch
- 1982 : La Ruche de Mario Camus
- 1985 : Padre nuestro de Francisco Regueiro
- 1991 : Le Roi ébahi de Imanol Uribe
- 1994 : Al otro lado del túnel de Jaime de Armiñán